# 青炎
「青炎」（せいえん）は、2020年8月5日にソニー・ミュージックレコーズから発売された遊助の29枚目のシングル。

## 概要
前作「3分30秒のタイムカプセル」から約9か月ぶりのシングル。
表題曲「青炎」は、TBS系プロ野球中継「S☆1 BASEBALL」テーマソング

## 販売形態
- 初回生産限定盤A
  - CD+DVD
- 初回生産限定盤B
  - CD+DVD
- 通常盤
  - CDのみ

## 収録曲

### 初回生産限定盤A
CD
1. 青炎
作詞：遊助、作曲：N.O.B.B
2. 横須賀DRIVE
作詞：遊助、作曲：N.O.B.B
3. 3ヶ月
作詞：遊助、作曲：Akihito Tanaka
4. 青炎 -Instrumental-

DVD
1. 青炎 - Music Video -
2. Documentary of 青炎

### 初回生産限定盤B
CD
1. 青炎
2. 横須賀DRIVE
3. 3ヶ月
4. 青炎 -Instrumental-

DVD
1. 遊飯～特別編～

### 通常盤
CD
1. 青炎
2. 横須賀DRIVE
3. 3ヶ月
4. more and more
作詞：遊助、作曲：篤志